# Charles Travis
Pour les articles homonymes, voir Travis.
Charles Travis est un philosophe contemporain et un professeur de philosophie américain.
Diplômé (B.A.) de l'université de Californie, Berkeley, en 1963 et de UCLA (Ph.D., 1967) il a enseigné la philosophie aux États-Unis (notamment en tant que Professeur invité à l'Université de Michigan et à Harvard), au Canada, aux Pays-Bas, au Royaume-Uni (University of Stirling, Écosse ; Northwestern University ; King's College, Londres) et en France (Collège International de Philosophie, de 1983 à 1985 et Leçons au Collège de France en 2002).
Ses travaux portent sur un ensemble de problèmes relatifs aux relations entre la pensée et le monde ou, pour l'exprimer de manière moins générale, sur des notions telles que la pensée, la représentation, l'expérience, la perception, les attitudes propositionnelles. C'est un représentant majeur de la tradition de la philosophie du langage ordinaire héritée du second Wittgenstein et de John L. Austin.
Son apport personnel à la philosophie pourrait être résumé sous l'expression de contextualisme radical.

## Œuvres
- Saying and Understanding : A Generative Theory of Illocutions, New York University Press, 1975, 182 p.
- The True and the False : the Domain of the Pragmatic, J. Benjamins, Amsterdam, 1981, 164 p.
- The Uses of Sense: Wittgenstein’s Philosophy of Language, Oxford University Press, « Clarendon Press », Oxford, 1989, 400 p.
- Unshadowed Thought: Representation in Thought and Language, Harvard University Press, 2001, 288 p.
- Les liaisons ordinaires, Wittgenstein sur la pensée et le monde, Leçons au Collège de France 2002, éditées et traduites par B. Ambroise, Vrin, coll. « Problèmes et controverses », Paris, 2003, 250 p.
- Thought's Footing: A Themes in Wittgenstein's Philosophical Investigations, Oxford University Press, 2006, 240 p.
- Objectivity and the Parochial, Oxford University Press, 2010, 362 p.
- Perception: Essays After Frege, Oxford University Press, 2013, 420 p.
- Frege: The Pure Business of Being True, Oxford University Press, 2021, 250p.